# Jüdischer Friedhof (Křinec)
Koordinaten: 50° 15′ 55,1″ N, 15° 7′ 4,1″ O

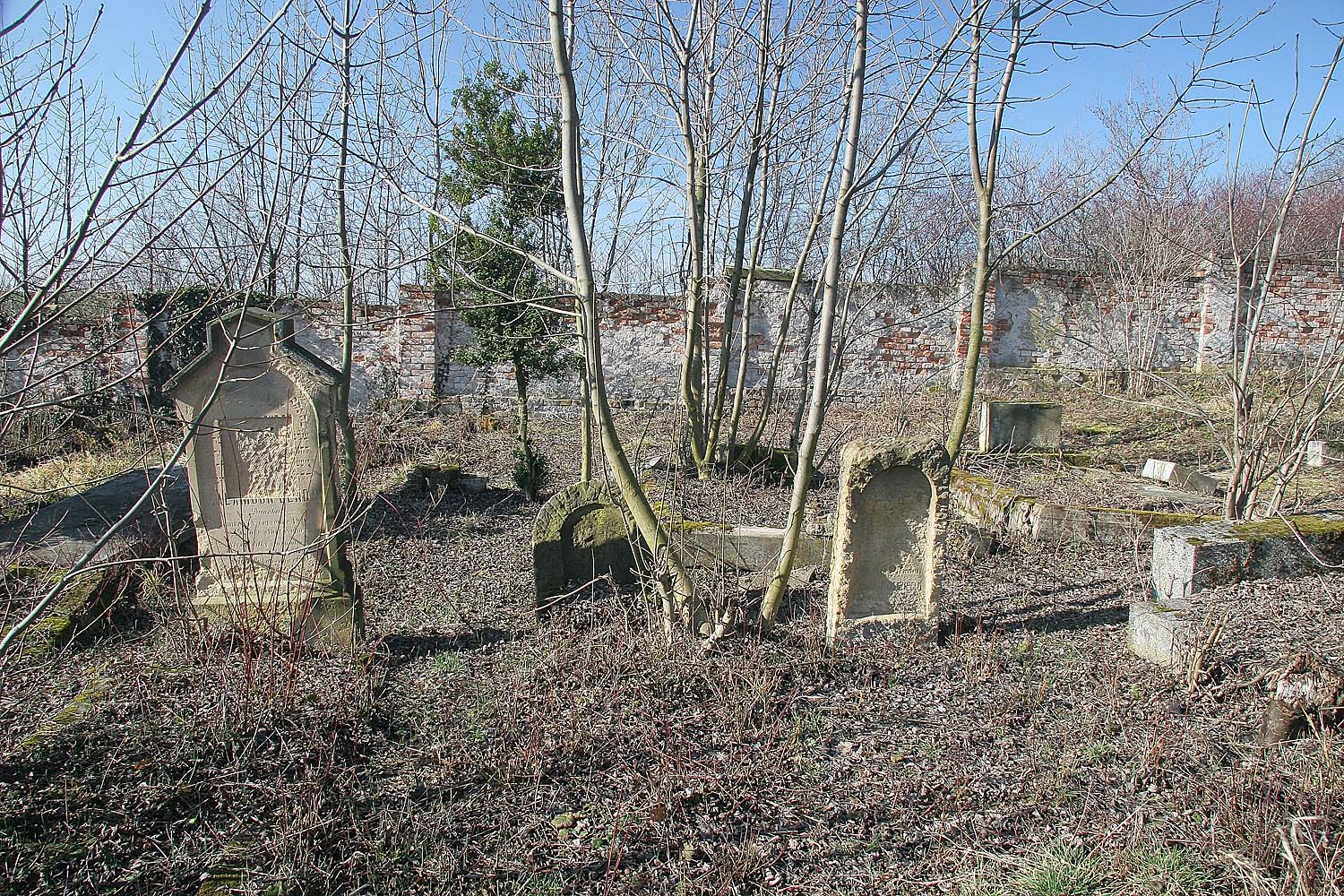
Jüdischer Friedhof in Křinec

Der Jüdische Friedhof in Křinec (deutsch Krzinetz), einer tschechischen Gemeinde im Okres Nymburk, wurde 1884 angelegt. Der jüdische Friedhof liegt westlich des Ortes an der Landstraße 32925. 
Auf dem 2426 Quadratmeter großen Friedhof sind heute noch circa 40 Grabsteine erhalten.